# Campeonato Mundial de Atletismo Júnior de 2014 - 10000 m masculino
A prova dos 10000 metros rasos masculino do Campeonato Mundial de Atletismo Júnior de 2014 ocorreu no dia 22 de julho em Eugene, nos Estados Unidos. 

## Recordes
Antes desta competição, os recordes mundiais e do campeonato nesta prova eram os seguintes:
|     | Nome           | Nacionalidade | Tempo    | Local     | Data                 |
| --- | -------------- | ------------- | -------- | --------- | -------------------- |
| WJR | Samuel Wanjiru | Quênia        | 26:41.75 | Bruxelas  | 26 de agosto de 2005 |
| CR  | Josphat Bett   | Quênia        | 27:30.85 | Bydgoszcz | 9 de julho de 2008   |

## Medalhistas
| Ouro                          | Prata                       | Bronze                          |
| Joshua Kiprui Cheptegei (UGA) | Elvis Kipchoge Cheboi (KEN) | Nicholas Mboroto Kosimbei (KEN) |

## Cronograma
Todos os horários são locais (UTC-7).
| Data        | Hora  | Evento |
| ----------- | ----- | ------ |
| 22 de julho | 20:40 | Final  |

## Resultados

### Final
A prova final foi realizada no dia 22 de julho às 20:40.  
| Posição           | Babador | Atleta                    | Nacionalidade  | Tempo    | Notas           |
| ----------------- | ------- | ------------------------- | -------------- | -------- | --------------- |
| Medalha de ouro   | 1492    | Joshua Kiprui Cheptegei   | Uganda         | 28:32.86 |                 |
| Medalha de prata  | 968     | Elvis Kipchoge Cheboi     | Quênia         | 28:35.20 |                 |
| Medalha de bronze | 977     | Nicholas Mboroto Kosimbei | Quênia         | 28:38.68 |                 |
| 4                 | 505     | Afewerki Berhane          | Eritreia       | 28:45.83 | Recorde pessoal |
| 5                 | 1494    | Abdallah Kibet Mande      | Uganda         | 28:53.77 |                 |
| 6                 | 554     | Yihunilign Adane          | Etiópia        | 28:54.84 |                 |
| 7                 | 937     | Keisuke Nakatani          | Japão          | 29:11.40 |                 |
| 8                 | 920     | Hazuma Hattori            | Japão          | 29:12.74 |                 |
| 9                 | 478     | Robleh Djama Aden         | Djibuti        | 29:43.49 | NJR             |
| 10                | 520     | Carlos Mayo               | Espanha        | 29:52.31 | Recorde pessoal |
| 11                | 999     | Kim Tae-jin               | Coreia do Sul  | 29:53.93 | Recorde pessoal |
| 12                | 1098    | Bart van Nunen            | Países Baixos  | 29:58.90 |                 |
| 13                | 783     | István Szögi              | Hungria        | 30:15.93 |                 |
| 14                | 1214    | Miguel Marques            | Portugal       | 30:23.50 | Recorde pessoal |
| 15                | 1558    | Brendan Shearn            | Estados Unidos | 30:24.30 |                 |
| 16                | 1390    | Andreas Jansson           | Suécia         | 30:38.81 |                 |
| 17                | 998     | Jo Jun-haeng              | Coreia do Sul  | 30:43.11 |                 |
| 18                | 1426    | Ho Cheng-hsun             | Taipé Chinesa  | 30:48.86 |                 |
| 19                | 1094    | Noah Schutte              | Países Baixos  | 31:00.94 |                 |
| 20                | 522     | Santiago Pardo            | Espanha        | 31:04.13 |                 |
| 21                | 850     | Giulio Perpetuo           | Itália         | 31:04.48 |                 |
| 22                | 457     | Jakub Zemaník             | Chéquia        | 31:06.76 |                 |
| 23                | 757     | Márkos Goúrlias           | Grécia         | 31:09.95 |                 |
| 24                | 1536    | Jonathan Green            | Estados Unidos | 31:15.69 |                 |
| 25                | 1463    | Onur Aras                 | Turquia        | 31:25.09 |                 |
| 26                | 1500    | Mykola Nyzhnyk            | Ucrânia        | 31:27.03 |                 |
| 27                | 106     | Djamal Mehbali            | Argélia        | 31:29.21 |                 |
| 28                | 326     | Jesse Hooton              | Canadá         | 31:38.78 |                 |
| 29                | 452     | Dominik Kubec             | Chéquia        | 31:47.15 |                 |
| 30                | 1055    | Sandro Enriquez           | México         | 32:08.44 |                 |
| 31                | 1140    | Kristian Tjørnhom         | Noruega        | 32:08.79 |                 |
| 32                | 1163    | Jhordan Alonso Ccope      | Peru           | 32:11.42 |                 |
| 33                | 1162    | Daniel Angoma             | Peru           | 32:19.66 |                 |
| 34                | 842     | Omar Guerniche            | Itália         | 32:30.44 |                 |
| 35                | 1130    | Lars Jonassen Føyen       | Noruega        | 32:37.73 |                 |
|                   | 1467    | Saffet Elkatmis           | Turquia        | DNF      |                 |
|                   | 108     | Ahmed Slimane             | Argélia        | DNF      |                 |
|                   | 300     | Abdi Ibrahim Abdo         | Brunei         | DNF      |                 |

Legenda
| Recorde mundial       | Recorde mundial (World record)               |                       | Recorde africano                      | Recorde africano (African) |                                           | Q | Classificado por posição (Qualified) |
| Recorde do campeonato | Recorde do campeonato (Championship record)  | Recorde da América    | Recorde da América (Americas)         | q                          | Classificado por melhor tempo (Qualified) |   |                                      |
| Melhor marca do ano   | Melhor marca do ano (World leading)          | Recorde asiático      | Recorde asiático (Asian)              | DNS                        | Não largou (Did not start)                |   |                                      |
| Recorde nacional      | Recorde nacional (National record)           | Recorde europeu       | Recorde europeu (European)            | DNF                        | Não terminou (Did not finish)             |   |                                      |
| Recorde pessoal       | Recorde pessoal do atleta (Personal best)    | Recorde da Oceania    | Recorde da Oceania (Oceania)          | DSQ / DQ                   | Desclassificado (Disqualified)            |   |                                      |
| Recorde da temporada  | Recorde da temporada do atleta (Season best) | Recorde sul-americano | Recorde sul-americano (South America) | NM                         | Sem marca (No mark)                       |   |                                      |